# Torrent de la Budellera
El torrent de la Budellera és un petit curs d'aigua de Vallvidrera, a la serra de Collserola. Neix a la font de la Budellera i després de recórrer 1.800 m desemboca a la riera de Vallvidrera.